# Staré Smrkovice
Staré Smrkovice är en ort i Tjeckien. Den ligger i den centrala delen av landet, 80 km öster om huvudstaden Prag. Staré Smrkovice ligger 253 meter över havet och antalet invånare är 220.
Terrängen runt Staré Smrkovice är huvudsakligen platt, men åt nordost är den kuperad.Runt Staré Smrkovice är det ganska tätbefolkat, med 56 invånare per kvadratkilometer. Närmaste större samhälle är Jičín, 15,1 km nordväst om Staré Smrkovice. Trakten runt Staré Smrkovice består till största delen av jordbruksmark.